# توحيد هسبنيولا
توحيد هسبنيولا (بالإسبانية: Unificación de la Hispaniola / بالفرنسية: L'Unification d'Hispaniola/ بالإنجليزية: Unification of Hispaniola)، هو إلحاق ودمج جمهورية هاييتي الإسبانية المستقلة في وقتها (سانتو دومينغو) مع جمهورية هاييتي، واستمر هذا الاتحاد لمدة اثنتين وعشرين سنة، وتحديدًا من 9 فبراير 1822 إلى 27 فبراير 1844. عملت هذه المنطقة بصفتها كيانًا ذاتي الحكم تحت إشراف جنود دومينيكيين واستمر هذا الحال حتى تحقيق استقلال بلادهم من الحكم الهاييتي. تحركت مجموعة من الجنود الدومنيكيين في فبراير 1844 لاستعادة حريتهم المسلوبة من قبل الحكم العسكري الهاييتي في ثلثي الجزيرة التي يتحدث سكانها بالإسبانية. تألفت هذه المجموعة، التي أطلقت على نفسها اسم «الترينيتاريا»، من إسبانيين من شعب الكريول وشعب المولاتو والسود، وكانوا تحت قيادة كل من خوان بابلو دوارتي وفرانسيسكو ديل روساريو سانشيز وماتياس رامون ميلا.
يُحتفل بيوم الاستقلال في جمهورية الدومينيكان في 27 فبراير من كل عام، وهو يوم انتفاضتهم ضد الحكم الهاييتي.

## خلفية
قُسمت جزيرة هسبنيولا مع حلول القرن الثامن عشر إلى مستعمرتين أوروبيتين: سان دومينغ في الغرب، المحكومة من قبل فرنسا، وسانتو دومينغو، المحكومة من قبل إسبانيا، والتي تحتل ثلثي الجزء الشرقي من هسبنيولا. اندلعت ثورات واسعة النطاق خلال تسعينيات القرن الثامن عشر في الجزء الغربي من الجزيرة، والتي قادها مجموعة من الرجال أمثال توسان لوفرتور وجان جاك ديسالين والتي قادت إلى إزالة الفرنسيين وإعلان استقلال هاييتي في نهاية المطاف. أُعدم العديد من السكان الفرنسيين المتبقين في هاييتي بعد إعلان الاستقلال. حضّر الجزء الشرقي نفسه للانفصال عن إسبانيا.

### التوحيد الأول تحت الحكم الفرنسي
تطور الجانب الفرنسي من الجزيرة بسرعة خلال النصف الثاني من القرن الثامن عشر ليُصبح من أكثر المستعمرات الزراعية ازدهارًا في العالم الجديد. لُقبت سان دومينغ الفرنسية بلقب لؤلؤة الأنتيل، وذلك نتيجة لمزارع السكر العاملة بجهود العبيد الأفارقة؛ إذ أصبح السكر من السلع التي لا غنى عنها في أوروبا. تنازلت إسبانيا عن ثلثي الجزيرة لصالح الفرنسيين في مقابل استعادة محافظة غيبوثكوا، وذلك بعد توقيع معاهدة بازل للسلام في 22 يوليو 1795. كان من الصعب على الفرنسيين الحفاظ على حكمهم، على الرغم من توحيد هسبنيولا تحت إدارة واحدة، وذلك بعد أن شهد جزء الجزيرة الخاصة بهم ثورات من قبل نخبة المولاتو والسود المعتوقين منذ 1791، وإعلان قائد الثورة الهاييتية، جان جاك ديسالين، استقلال هاييتي. لم يأتي الاستقلال هذا بسهولة، إذ مثلت هاييتي المستعمرة الأكثر إدرارًا للربح بالنسبة للفرنسيين.
تناقصت قيمة الجزء الشرقي مع حلول 1795، والذي شكّل مركزًا رئيسيًا للقوة الاستعمارية الاسبانية سابقًا في العالم الجديد. تعطل الاقتصاد ولم تُستغل الأراضي بشكل صحيح واستُعملت لزراعة الكفاف وتربية المواشي وكان عدد سكانها أقل بكثير من عدد سكان هاييتي. تشير روايات الكاتب والسياسي الدومينيكاني، خوسيه نونيز دي كاسيريس، إلى وصول عدد السكان في المستعمرة الإسبانية إلى نحو 80,000 نسمة، والذين تألفوا بشكل رئيسي من سكان من أصول أوروبية ومن شعب المولاتو ومن المعتوقين والقليل من العبيد السود. في المقابل، اقترب تعداد العبيد المعتوقين في هاييتي إلى نحو مليون عبد معتوق.
أُلغيت العبودية للمرة الأولى في الجزء الشرقي من هسبنيولا تحت حكم توسان لوفرتور، واستمر هذا الأمر حتى منح المستعمرة إلى الفرنسيين. خسر الفرنسيون مستعمرتهم السابقة، سان دومينغ، في 1804، ومع ذلك، فقد تمكن القائد الفرنسي للجزء الإسباني سابقًا من صد هجمات جان جاك ديسالين، لكن تمكن الثائرون في 1808 وفي السنة التي تلتها، وبمساعدة أسطول بريطاني، من إنهاء سيطرة الفرنسيين على مدينة سانتو دومينغو. أُعيد تأسيس الحكم الإسباني. مع ذلك، شكلت الفترة القصيرة التي خضعت فيها هسبنيولا بأكملها لسيطرة الفرنسيين مبررًا رئيسيًا للهاييتييين المعتوقين لتوحيد الجزيرة تحت حكمهم.

### 1805: حصار مدينة سانتو دومينغو
أغارت القوات الهاييتية في 1805 بقيادة جان جاك ديسالين عن طريق المسار الجنوبي وواجهت مقاومة العبيد التابعين. اضطر جيشا ديسالين وهنري كريستوف إلى الإغارة عن طريق المدن الدومينيكية الداخلية، سانتياغو وموكا، واجتاح ألكساندر بيتيون مدينة أزوا، وذلك بسبب عدم قدرتهم على التغلب على الدفاع الإسباني-الفرنسي، وخشيتهم من وصول الأسطول الفرنسي المساند لبورغيلا في سانتو دومينغو. وصل ديسالين إلى سانتياغو في 12 أبريل 1805، وذلك بعد تراجعه من سانتو دومينغو. أشعلت القوات العسكرية الهاييتية النار في البلدة، من ضمنها الكنائس والأديرة، وذلك خلال فترة بقائهم في مدينة سانتياغو. قتل الجيش ما يقارب 400 من سكان البلدة من ضمنهم بعض القساسوة وأخذوا العديد من السكان كأسرى إلى هاييتي. قُتل المزيد من الناس بأوامر من ديسالين في الجزء الفرنسي من الجزيرة، والتي تضمنت مدن مونت بلاتا وكوتوي ولا فيغا، إضافة إلى قتل نحو 500 شخص في البلدة الشمالية من موكا. كتب غاسبار دي اريدوندو وبيشاردو، وهو محام بالقضاء العالي، ما يلي:«ذُبح 40 طفلًا دومينيكيًا في كنيسة موكا، وعُثر على الجثث في جزء الكنيسة المحيط بالمذبح...». هرب الناجون من هذه الهجمات إلى مواقع في الغرب مثل مدينة هيغوي عن طريق مدينة كوتوي، إضافة إلى أراض أخرى في جزر الأنتيل 

### 1806: الصراع لتوحيد جنوب وشمال هاييتي
اغتيل ديسالين بعد اتفاق قادة الجيش الخاص به، هينري كريستوف وألكساندر بيتيون، على ترتيب مقتله. لم يتمكن كريستوف وبيتيون بعد ذلك من الاتفاق على القائد الأبدي (وهو لقب أطلقه ديسالين على نفسه)، وهذا ما أدى إلى انفصالهما عن بعضهما البعض؛ سيطر كريستوف على الجزء الشمالي من هاييتي (والذي أطلق عليه اسم «مملكة هاييتي»)، في حين سيطر بيتيون على الجزء الجنوبي من هاييتي (والذي أُطلق عليه اسم «جمهورية هاييتي») وبدأ الاثنان بعد ذلك مباشرة بسلسلة من الحروب مع بعضهما للسيطرة على النصف الآخر. استمرت الصراعات العسكرية الداخلية حتى 1820 بعد أن وحد الرئيس الهاييتي، جان بيير بوير، شمال وجنوب هاييتي. وجه بوير بعد هذا نظره إلى الجزء الإسباني المتصارع من الجزيرة.

### 1821: الاستقلال من إسبانيا
أُطيح بمستعمرة سانتو دومينغو الإسبانية من قبل مجموعة عاملة تحت قيادة مدير المستعمرة السابق، خوسيه نونيز دي كاسيريس، وذلك  في 9 نوفمبر 1821، وأعلن الثوار الاستقلال عن التاج الإسباني في 1 ديسمبر 1821. عُرفت الدولة الجديدة باسم جمهورية هاييتي الإسبانية، إذ مثل هاييتي الاسم الأصلي للجزيرة. أُمر بإصدار ميثاق تأسيسي في 1 ديسمبر 1821 لطلب توحيد هاييتي الإسبانية بكولومبيا الكبرى.

### تمهيد التوحيد
فضلت مجموعة من السياسيين والضباط العسكريين الدومينيكيين توحيد الدولة المستقلة حديثًا مع هاييتي، وذلك لرغبتهم بتحقيق استقرار سياسي تحت حكم الرئيس الهاييتي جان بيير بوير، ولانجذابهم لثروة وقوة هاييتي في ذلك الوقت. عارض فصيل كبير من الساكنين في منطقة سيباو الاتحاد مع كولومبيا الكبرى واصطفوا مع هاييتي أيضًا. امتلك بوير في المقابل أهداف عديدة في الجزيرة، وأعلن أنها «واحدة وغير قابلة للتجزئة»: الحفاظ على استقلال هاييتي من أي هجوم فرنسي أو إسباني محتمل والحفاظ على حرية العبيد المعتوقين.[بحاجة لرقم الصفحة]
دخل جان بيير بوير في مباحثات مع فرنسا لمنع هجوم بحري من قبل 14 سفينة حربية فرنسية متمركزة قرب العاصمة الهاييتية بورت أو برانس، وذلك أثناء محاولته استرضاء الضباط الدومينيكيين. لم يعلم الدومينيكيون بالتنازل الذي قدمه بوير للفرنسيين، إذ وافق على دفع 150 مليون فرنكًا لفرنسا كتعويض لمالكي العبيد المعتوقين الفرنسيين. تسبب هذا بإجبار هاييتي على دفع تعويضات مالية مقابل الحصول على حريتها.